# Ficolina
Ficolinas são um grupo de lectinas oligoméricas com subunidades consistindo de partes alongadas e finas semelhantes ao colágeno (Col)e domínios globulares semelhantes ao fibrinogênio (Fi) com atividade de lectina (Lin), normalmente específica para N-acetilglicosamina(GlcNAc). Assim como as colectinas (Col+lectin), como a lectina ligadora de manose, as ficolinas são secretadas e agem como um receptor de reconhecimento de padrão do tipo lectina, ativando também a via da lectina da ativação do sistema complemento.
Já foram descritas 3 ficolinas em humanos, FCN1 (Ficolina-M), FCN2 (Ficolina-L) e FCN3 (Ficolina-H).